# Ribagorza
Ribagorza (arag. Ribagorza, kat. Ribagorça) – comarca w Hiszpanii, w Aragonii. Okręg znajduje się w północno-wschodniej prowincji Huesca. Stolicą comarki jest Graus, a kulturową stolicą comarki jest Benabarre. Comarca ma powierzchnię 2459,8 km². Mieszka w niej 13 395 obywateli. 
W średniowieczu, wraz z sąsiadującą comarką Alta Ribagorça (w Katalonii), współtworzyła hrabstwo Ribagorza. 

## Gminy
Comarca dzieli się na 34 gmin.
- Arén
- Benabarre
- Benasque
- Bisaurri
- Bonansa
- Campo
- Capella
- Castejón de Sos
- Castigaleu
- Chía
- Estopiñán del Castillo
- Foradada del Toscar
- Graus
- Isábena
- Lascuarre
- Laspaúles
- Monesma y Cajigar
- Montanuy
- Perarrúa
- La Puebla de Castro
- Puente de Montañana
- Sahún
- Santaliestra y San Quílez
- Secastilla
- Seira
- Sesué
- Sopeira
- Tolva
- Torre la Ribera
- Valle de Bardají
- Valle de Lierp
- Veracruz
- Viacamp y Litera
- Villanova